# Daniel Müller
Daniel Müller (29 de mayo de 1965) es un deportista suizo que compitió en curling. Participó en los Juegos Olímpicos de Nagano 1998, obteniendo una medalla de oro en la prueba masculina.

## Palmarés internacional
| Juegos Olímpicos | Juegos Olímpicos | Juegos Olímpicos | Juegos Olímpicos |
| Año              | Lugar            | Medalla          | Prueba           |
| ---------------- | ---------------- | ---------------- | ---------------- |
| 1998             | Nagano (Japón)   | Medalla de oro   | Equipo           |